# Edward Said

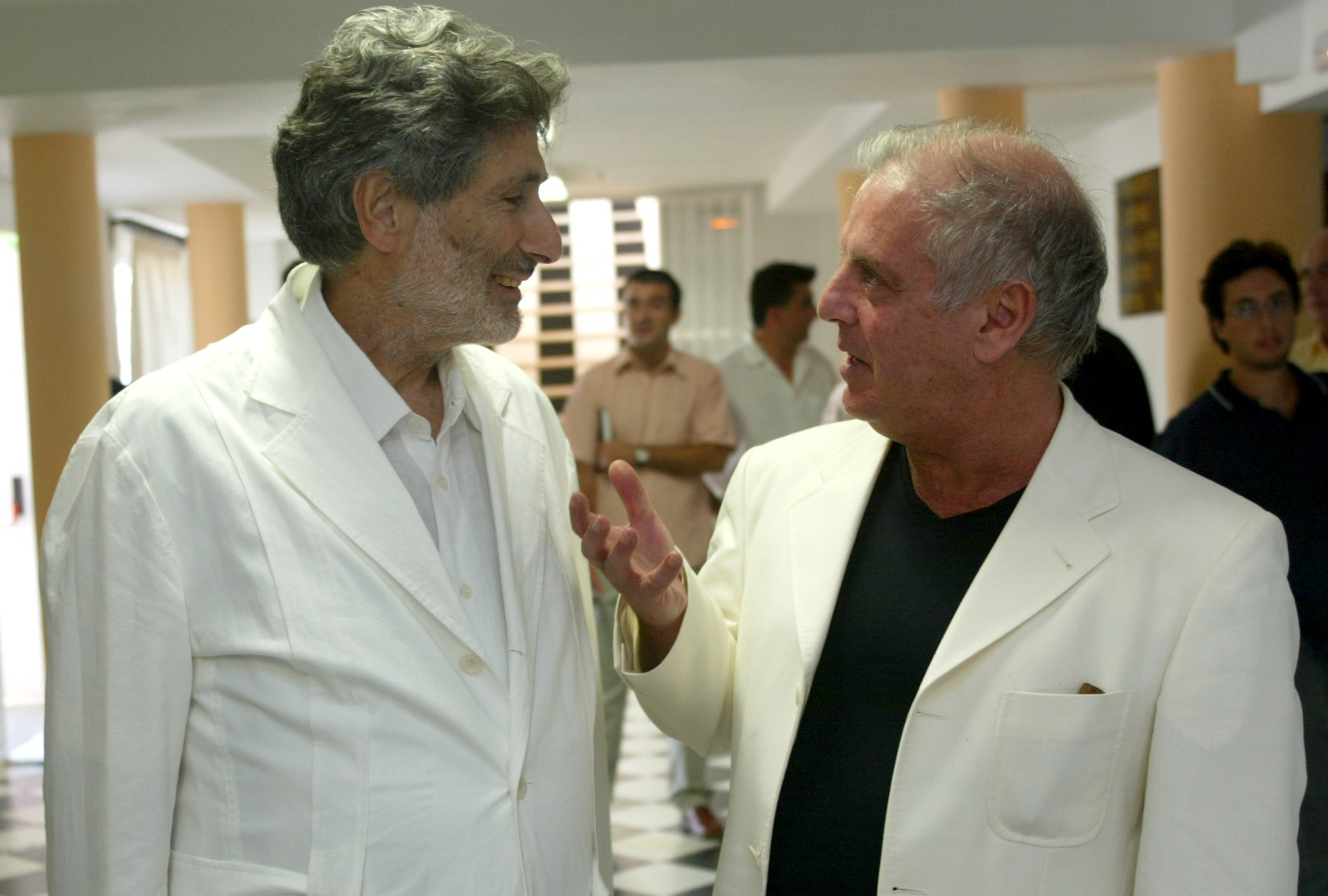
Edward Said és Daniel Barenboim Sevillában (2002)

Edward Said (arabul: إدوارد وديع سعيد, Idwārd Wadīʿ Saʿīd) (Jeruzsálem, 1935. november 1. – New York, 2003. szeptember 25.) palesztin származású amerikai publicista, az angol és összehasonlító irodalom professzora a Columbia Egyetemen. Írói munkássága az évek során egyre inkább politikai színezetűvé vált. Széles körben ismertté nem irodalmi munkássága, hanem az 1978-ban megjelent Orientalizmus című könyve révén vált. Fő műve sokak szerint a posztkolonializmus mint diszciplína alapötletéül szolgál, ezért egyesek Saidot ismerik el a tudományterület alapító atyjaként. Robert Young a posztkolonializmus „szentháromságaként” aposztrofálja a három legkiemelkedőbb szerzőt, akik ezt a diszciplínát felvirágoztatták: Edward Saidot, Homi Bhabhát és Gayatri Spivakot. Hármuk közül minden kétséget kizáróan Said a legkevésbé tudományoskodó, a legkevésbé absztrakt, a legkönnyebben megközelíthető egyéniség.

## Életpályája
1935-ben született Nyugat-Jeruzsálemben egy középosztálybeli keresztény arab családból: apai nagyapja baptista lelkész volt, apja családja pedig anglikán (vagyis vallásilag is a kisebbség kisebbségéhez tartozott). Said az angol irányítású Victoria College-ben tanult, ahonnan rossz magaviselete miatt eltanácsolták, s ezután 1951-ben az Egyesült Államokba küldték, ahol először a massachussettsi bentlakásos Northfield Mount Hermon Schoolban fejezte be középiskolai tanulmányait, aztán a Princeton Egyetemen és a Harvardon tanult tovább, ahol 1964-ben doktorált. Ezután már az első évben tanítani kezdett a Columbia Egyetemen, ahol néhány év múlva az angol nyelv és összehasonlító irodalom professzora lett. 2003. szeptember 25-én halt meg leukémiában.
Said életútjáról első kézből tájékozódhatunk: miután az 1990-es évek elején kiderült, hogy leukémiában szenved, 1994-ben hozzákezdett élete első részének személyes hangú feldolgozásához (Out of Place. A Memoir. London, Granta Books, 1999).
"A Kitaszítva (Out of Place) egy lényegében eltűnt vagy elfelejtett világ emlékezete. Néhány évvel ezelőtt egy végzetesnek tetsző orvosi diagnózisról értesültem, s ez nyomós ok volt arra, hogy egy szubjektív beszámolót hagyjak hátra az életemről, amelyet az arab világban éltem, ahol születtem és meghatározó éveimet töltöttem, s az Egyesült Államokról, ahol iskolai, kollégiumi és egyetemi éveim teltek."
Said származása és serdülőévei a többszörösen kisebbségben lévők helyzetét példázza, ami döntően meghatározta sajátos "elkötelezett kívülállását" munkásságában és későbbi életében (önálló sajátos sehova sem tartozásáról Önéletrajzán kívül számos interjúban beszél, pl. a Salusinszky Imrével vagy Eleanor Wachtellel készített beszélgetésekben)

## Said és az orientalizmus
Az Orientalizmus című munkája 1978-ban jelent meg, és az elkövetkezendő húsz-huszonöt évben mintegy hatvan recenzió jelent meg csak Angliában és az USA-ban. A mű egy Bevezetőből és három hosszú fejezetből áll. A Bevezetőben fejti ki a munka vezérgondolatát: a Kelet nem "an inert fact of nature", ahogyan a Nyugat sem, hanem, idézi Vico gondolatát, földrajzilag, kulturálisan és történetileg valami "man-made". "Az orientalizmus tehát nem egyéb, mint a Kelet meghódítását, átformálását és a felette való uralom megszerzését célul kitűző nyugati viselkedésminta." Said alapvetően a Michel Foucaulttól és Antonio Gramscitól származó diskurzusról vallott vezérgondolatokból építkezik az "orientalizmus" kidolgozása során. E gondolat három alapvetésből tevődik össze:
1. a szorosan vett "tudományos" orientalisztika, a keleti stúdiumok – filológia, nyelvészeti, történeti stb. – művelése,
2. a költők, írók, filozófusok, politikai gondolkodók és a gyarmati tisztviselők Kelet-népe Aiszkhülosztól Marxig és tovább
3. a 18. sz. végétől a Keletről való gondolkodás számos intézményben művelt és terjesztett legtágabb módja
Az orientalizmusnak ez a tág meghatározása teszi lehetővé az imperializmus/gyarmatosító kapitalista Nyugat és Kelet (alapvetően a muszlim Közel-Kelet) túlpolitizált, ideológiai kapcsolatát, amelyen belül a szorosan vett tudományos orientalisztika csak néhány (politikailag elkötelezett) szereplőre redukálódik. Nyilvánvaló, hogy ez az állítás adta a legnagyobb felületet a Said orientalizmus-felfogásának bírálataihoz.
A legfontosabb volt a posztstrukturalizmus vagy posztmodernizmus szálláscsinálójának, Foucault-nak a hatása, különösen annak a hatalom és tudás elválaszthatatlan összefüggéseire és a társadalmi diskurzusra vonatkozó elemzése. Az előbbit a Felügyelet és büntetés c. munkájában így jellemzi Michel Foucault: "Ismerjük el, hogy a hatalom kitermeli a tudást (és nem egyszerűen azért részesíti előnyben, mivel a tudás kiszolgálja vagy mert hasznosságánál fogva alkalmazza), hogy hatalom és tudás közvetlenül feltételezi egymást, hogy nincs hatalmi viszony anélkül, hogy ne képződne a tudás korrektív területe, s nincs olyan tudás sem, amely ne feltételezne, egyszersmind ne képezne hatalmi viszonyokat)"

## Az Orientalizmus bírálata
1994 után Arafat indexre tette Edward Said Palesztinával kapcsolatos műveit, noha ő maga az Orientalizmus mellett a The Question of Palestine (1979) és a Covering Islam. How the Media and the Experts Determine How We See the Rest of the World (1981) munkáit tartotta fontosnak, utólag kiderült, hogy az Orientalizmus és a Culture and Imprerialism (1993) bizonyultak igazán hatásos és időtálló műveknek. Az előbbi a 20. század utolsó két évtizedének egyik emblematikus műve lett. Ahogy R. Irwin mondta: "Az Orientalizmus nem a keleti stúdiumok története, hanem a hatalom és a tudás viszonyának bizonyos vonatkozásairól szóló rendkívül szelektív polémia" A lényeg tehát a polémia a kivételt nem ismerő negatív bírálat és nem az objektív elemzés, és ezt bizonyítja az a tény is, hogy noha a könyvről megjelent alapos bírálatokban számos lényeges hibát mutattak ki, ennek ellenére a szerző a további kiadásokban egyetlen nyilvánvaló hibát sem javított ki, ám továbbra is fenntartotta minden ellenvetését.
Said láthatóan sietve és egyhuzamban vetette papírra – ez magyarázza a sok ismétlést és azt, hogy számos adatának és állításának nem nézett utána, s így rengeteg hiba maradt a könyvben. Egyes bírálatok kifogásolták a "hatásvadász módon írt zsargon"-t, ami a posztmodern szubaltern szerzőkre, Said hű követőire, Gayatri Spivakra, Homi Bhabhára és másokra lesz később különösen jellemző.

### Az "ellenorientalizmus"
Készült egyfajta ellenorientlizmus, amely Saidnál lényegesen objektívebben igyekszik az európai Kelet-kutatást számba venni, fölmutatva a vitathatatlan értékeket, és finom iróniával próbálja közömbösíteni az orientalizmus inkább politikai és ideológiai, és kevésbé tudományos megközelítését.

## Bernerd Lewisszal folytatott vitája
A palesztin származású professzor, Edward Said 1978-ban megjelent Orientalizmus című könyve kapcsán éles, a személyeskedésig fajuló vita bontakozott ki. Said az orientslizmus diszciplínáját az imperialista politikával, a Nyugat hatalmi érdekeivel kapcsolta össze, Bernard Lewist tartva az orientalista kaszt szóvivőjének. Lewis pontról pontra megcáfolta az általa "első számú antiorientalistának" nevezett Said állításait. A vita – amelyben egyik fél sem volt mentes a felszínességtől és a kiragadott példák alapján történt általánosításoktól – Lewis és Said között az utóbbi 2003-ban bekövetkezett haláláig sem csitult. Lewis egy, az orientalizmus első kiadása után másfél évtizeddel megjelent könyve egy részét Said bírálatának szentelte, Said pedig könyve két év múlva megjelent kiadásához írt utószavában sok oldalon át bírálta Lewist. A vita a szakértők táborát is rendkívüli módon megosztotta, egyesek kimondottan "pro-Said" és "pro-Lewis" táborokról beszélnek.

## Főbb művei

### Könyvei magyarul
- Orientalizmus. Felsőoktatási tankönyv; ford. Péri Benedek; Európa, Bp., 2000
- Orientalizmus – részlet. Magyar Lettre Internationale. 37. szám, 2000. Nyár. Online: itt
- Daniel Barenboim–Edward W. Said: Kánon és ellenpont. Beszélgetések és írások zenéről, társadalomról; ford. Szilágyi Mihály; Európa, Bp., 2004

### Magyarul megjelent cikkei, tanulmányai
- A humanizmus az egyedüli védelem a barbársággal szemben. In: Eszmélet folyóirat, 60. szám (2003. tél). Online: itt
- Másként látni Amerikát. In: Eszmélet folyóirat, 58. szám (2003. nyár). Online: itt
- Hogyan talált magára Európa, miközben bekebelezte a világot. Kultúra és identitás. Magyar Lettre Internationale, 53. szám.(2004. Nyár). Online: itt
- Bevezetés a posztkoloniális diskurzusba. Magyar Lettre International. 28. szám (1998. Tavasz). Online: itt
- Világok között. Magyar Lettre Internationale, 31. szám (1998. Tél). Online: itt
- Civilizálók és civilizálandók. Magyar Lettre Internationale. 51. szám, (2003. Tél). Online: itt
- Európa nem Amerika. Magyar Lettre Internationale, 52. szám. (2004. Tavasz). Online: itt
- Joseph Conrad és az imperializmus. In: A posztmodern irodalomtudomány kialakulása; szerk. Bókay Antal, Vilcsek Béla, Szamosi Gertrud, Sári László Budapest : Osiris, 2002 p. 678-681.
- "A szöveg, a világ, a kritikus" in: Testes könyv I-II. Ictus-JATE, Szeged, 1996
- "Válasz Stanely Fish-nek" (ford. Kálmán C. György) Helikon (folyóirat, 1990–), 1992, 242. old. Online itt

### Angolul olvasható könyvei
- Orientalism. Western Conceptions of the Orient, New York, Pantheon Books, 1978
- The Question of Palestine (A palesztin kérdés), 1979
- Covering Islam: How the Media and the Experts Determine How We See the Rest of the World (Iszlám tudósítások), Vintage Books, 1981/1997
- The Politics of Dispossession (A jogfosztottság politikuma), 1993
- Out of Place: A Memoir, Alfred A. Knopf, 1999
- The End of the Peace Process (A békefolyamat vége), 2000
- Power, Politics, and Culture. Interviews with E. W. Said, szerk.: G. Viswanathan, Vintage Books, 2001
- Reflections on Exile and Other Essays, Cambridge, Harvard University Press, 2000